# Longbenton
Longbenton är en ort och en unparished area i distriktet North Tyneside i grevskapet Tyne and Wear i England. Orten är belägen 5 km från Newcastle upon Tyne. Orten hade 38 778 invånare år 2019. Unparished area har 47 414 invånare år 2001.